# Pablo Ricardi
Pablo Ricardi (* 25. Februar 1962 in Buenos Aires) ist ein argentinischer Schachspieler.
Die argentinische Einzelmeisterschaft konnte er 1994, 1995, 1996, 1998 und 1999 gewinnen. Er spielte bei elf Schacholympiaden: 1984–1998, 2002–2006. Im Jahr 1987 gewann er die Panamerikanische Schachmeisterschaft in La Paz.
1987 wurde er Internationaler Meister, seit 1997 ist er Großmeister.
| Hier fehlt eine Grafik, die leider im Moment aus technischen Gründen nicht angezeigt werden kann. Wir arbeiten daran! |